# Comuna Leskove, Monastîrîșce
Leskove (în ucraineană Леськове) este o comună în raionul Monastîrîșce, regiunea Cerkasî, Ucraina, formată din satele Leskove (reședința) și Matviiha.

## Demografie
Componența lingvistică a comunei Leskove
     Ucraineană (99,84%)
     Alte limbi (0,08%)
Conform recensământului din 2001, majoritatea populației comunei Leskove era vorbitoare de ucraineană (99,84%), existând în minoritate și vorbitori de alte limbi.